# Байбаренко, Григорий Николаевич
Григо́рий Никола́евич Байбаре́нко (3 мая 1919, Лозоватка, Херсонская губерния — 28 апреля 1996, Черкассы) — советский офицер, участник Великой Отечественной войны, командир отделения 268-го отдельного инженерного батальона 38-й армии Воронежского фронта, старший сержант. Герой Советского Союза (1943).

## Биография
Родился 3 мая 1919 года в селе Анновка Херсонской губернии (ныне село Лозоватка Кропивницкого района Кировоградской области) в семье рабочего. Украинец.
С детства жил в городе Кривой Рог, где в 1937 году окончил неполную среднюю школу № 15. В Красной армии с 1937 года. Участник Великой Отечественной войны с 1941 года. Воевал на Брянском, Воронежском, 1-м Украинском фронтах. Участвовал в боях по блокированию орловско-болховской группировки противника, Воронежско-Касторненской, Харьковской наступательной и оборонительной операциях, Курской битве, освобождении левобережной Украины.
Командир отделения 268-го отдельного инженерного батальона (38-я армия, Воронежский фронт) старший сержант Байбаренко отличился в битве за Днепр в октябре 1943 года.
После захвата силами 240-й стрелковой дивизии 38-й армии лютежского пятачка на правом берегу реки для усиления стрелковых подразделений возникла необходимость в срочной переброске на плацдарм танков и артиллерии. 268-му отдельному инженерному батальону была поставлена задача по постройке переправы через Днепр в районе села Сваромье (Вышгородский район Киевской области). 530-метровый мост был построен в короткий срок, 10 октября по нему прошёл первый танк.
Указом Президиума Верховного Совета СССР от 29 октября 1943 года за мужество, отвагу и героизм, проявленные в борьбе с немецко-фашистскими захватчиками, старший сержант Байбаренко Григорий Николаевич удостоен звания Героя Советского Союза с вручением ордена Ленина и медали «Золотая Звезда» (№ 2008).
В 1944 году Байбаренко окончил авиационную школу пилотов в городе Кропоткин Краснодарского края, в 1948 году — Ворошиловградское военное авиационное училище лётчиков. Член ВКП(б) с 1951 года. В 1952 году окончил двухгодичные высшие методические курсы, был лётчиком-инструктором Ворошиловградского училища. С 1960 года майор Байбаренко в запасе. Работал в конторе материально-технического снабжения.
Жил в городе Черкассы. Умер 28 апреля 1996 года в Черкассах.

## Награды
- Медаль «Золотая Звезда»;
- Орден Ленина;
- Орден Отечественной войны 1-й степени;
- Орден Красной Звезды;
- Медаль «За победу над Германией в Великой Отечественной войне 1941—1945 гг.»;
- Юбилейная медаль «Двадцать лет Победы в Великой Отечественной войне 1941—1945 гг.»;
- Юбилейная медаль «Тридцать лет Победы в Великой Отечественной войне 1941—1945 гг.»;
- Юбилейная медаль «Сорок лет Победы в Великой Отечественной войне 1941—1945 гг.».

## Память
- Имя на Стеле Героев в Кривом Роге.